# Bompas, Ariège

Bompas este o comună în departamentul Ariège din sudul Franței. În 1 ianuarie 2022 avea o populație de 200 de locuitori.